# Kickin’ Ass
«Kickin' Ass» — дебютный сингл германо-американской индастриал-рок-группы KMFDM, выпущенный в 1987 году. Сингл был записан весной 1987 года на гамбургском лейбле Z Records и содержал 3 песни: заглавную «Kickin' Ass», «Itchy Bitchy» и песню «Lufthans», написанную и исполненную немецким художником Jr. Blackmale, который также участвовал в написании «Itchy Bitchy». Сингл был выпущен на 12-дюймовых грампластинках тиражом 500 экземпляров.
Все 3 песни с сингла вошли в альбом What Do You Know, Deutschland?, перевыпущенный британским лейблом SkySaw Records в 1987 году.
В 2008 году лейбл KMFDM Records переиздал сингл на семидюймовых грампластинках тиражом в 250 экземпляров.

## Список композиций

### 12" релиз 1987 года
| №                   | Название            | Музыка                        | Длительность |
| ------------------- | ------------------- | ----------------------------- | ------------ |
| 1.                  | «Kickin' Ass»       | Конецко, Уоттс                | 4:01         |
| 2.                  | «Itchy Bitchy»      | Конецко, Уоттс, Jr. Blackmale | 3:33         |
| 3.                  | «Lufthans»          | Jr. Blackmale                 | 4:48         |
| Общая длительность: | Общая длительность: | Общая длительность:           | 12:22        |

### 7" релиз 2008 года
| №                   | Название            | Длительность |
| ------------------- | ------------------- | ------------ |
| 1.                  | «Kickin' Ass»       | 4:01         |
| 2.                  | «Itchy Bitchy»      | 3:35         |
| Общая длительность: | Общая длительность: | 7:36         |